# Versdrama
Een versdrama is een in verzen geschreven drama. Het antoniem is een prozadrama.
In Europa was het lange tijd de meest voorkomende toneelvorm. Het succes ervan is voor een deel te verklaren doordat het  versdrama het grote voordeel biedt dat de tekst gemakkelijker te memoriseren is. Zo zijn Griekse tragedies, Jean Racines toneelstukken en bijna alle toneelstukken van William Shakespeare, Ben Jonson en Christopher Marlowe versdrama's. 
In de tweede helft van de twintigste eeuw raakte het versdrama bijna volledig uit de mode. Grote dichters als Wordsworth, Shelley, Byron, Browning, Arnold en Tennyson hadden nochtans getracht om het versdrama nieuw leven in te blazen. Volgens T.S. Eliot faalde deze poging in de 19e eeuw omdat het ofwel ging om dichters die niets kenden van toneel, of om toneelauteurs die geen dichters waren. Meestal maakten de schrijvers gebruik van het traditionele blanke vers, maar daardoor hing voortdurend de schaduw van Shakespeare boven hun pogingen. De Britse dramaturg John Galsworthy merkte op dat "the shadow of the man Shakespeare was across the path of all who should attempt verse drama in those days." Moderne versdrama's die nog steeds succes hebben zijn Eliots "The Cocktail Party" (1949) en Christopher Fry's "The Lady's Not For Burning" uit 1948.

## Voorbeelden van moderne versdrama’s
- Robert Browning: Strafford (1837)[1]
- W.B. Yeats: The Countess Cathleen (1892)
- Thomas Hardy: The Dynasts (drie delen:1904-1908) en The Famous Tragedy of the Queen of Cornwall at Tintagel in Lyonnesse (1923)
- Christopher Fry: The Lady's Not For Burning (1948)
- T.S. Eliot: The Cocktail Party (1949)
- John Arden: Pearl (luisterspel, 1978).